# Pauesia bizarrii
Pauesia bizarrii is een insect dat behoort tot de orde vliesvleugeligen (Hymenoptera) en de familie van de schildwespen (Braconidae). De wetenschappelijke naam van de soort werd voor het eerst geldig gepubliceerd door Samanta & Raychaudhuri in 1984.